# Arrocha o Nó
Arrocha o Nó é o primeiro álbum da carreira da banda Mastruz com Leite O trabalho foi lançado, na época, pela gravadora Continental, em parceria com a Pró Áudio Estúdio, em Fortaleza, no Ceará. Na época, o disco bateu recorde de vendas, alcançando a marca de 400 mil cópias, apenas em alguns estados do Nordeste. A banda foi homenageada com discos de ouro e platina.

## O Disco

### Sonoridade: uma simbiose entre sanfona e forró
O disco de estreia da banda, é inteiramente acompanhado por uma sanfona vigorosa, presente em acompanhamentos, introduções e contracantos. É claro que isso não significa que a sonoridade da Mastruz reproduz fielmente os referenciais consagrados do gênero. Em muitas canções dos primeiros discos da banda, o acompanhamento incorpora bateria e contrabaixo e a levada é baseada em um violão folk que articula o contratempo das músicas, ora dobrando a sanfona, ora sozinho. Além disso, em várias gravações é possível ouvir um diálogo entre o solo de sanfona e o saxofone alto, que muitas vezes substitui o fole na condução de introduções e intermezzos.

### As músicas
Em Arrocha o nó, Emanoel [Emanuel Gurgel, empresário da banda] procurou condensar o repertório que vinha dando certo naqueles dois anos [1990 e 1991] nas apresentações da banda. Ao longo do disco, o que se percebe é um grande número de sucessos de artistas românticos e sertanejos adaptados ao gênero forró. Como Amado Batista ("Eu sou seu fã" e "Menininha, meu amor"), Roberta Miranda ("Meu dengo"), Zezé Di Camargo & Luciano ("É o amor"), Leandro & Leonardo ("Pense em mim", de Douglas Malo, J. Ribeiro e Márcio Soares), Odair José ("Cadê você") e até dos dos caipiras clássicos Cascatinha & Inhana ("Meu primeiro amor" e "Cabecinha no ombro").

#### Forrós originais
O disco trazia um pot-pourri de "Cavaleiro alado", "Forró do Bilinguim" e "Forró lotado", três composições de Alcymar Monteiro em parceria com João Paulo Jr.; outro com "No terreiro da fazenda" (K. Boclinho e João Silva) e "Casaca de couro" (Rui de Moraes e Silva – gravadas anteriormente por Trio Nordestino e Jackson do Pandeiro, respectivamente; e as inéditas "Que nem vem-vem", de um jovem compositor pernambucano, Maciel Melo, e "Sonho Real", da também desconhecida Rita de Cássia.

## Faixas
Lado A.
| N.º | Título                                                                                            | Compositor(es)                                                                                              | Artista original    | Duração |  |
| 1.  | "Pout-Pourri: "Cavaleiro Alado (Gonzagão)" / "Forró do Bilinguim" / "Forró Lotado"                | Alcymar Monteiro, João Paulo Jr.                                                                            |                     | 3:49    |  |
| 2.  | "Pout-Pourri: "Pense Em Mim" / "É o Amor" / "Cadê Você?"                                          | Douglas Malo, José Ribeiro, Mário Soares / Zezé Di Camargo / Odair José                                     | Leandro e Leonardo  | 2:58    |  |
| 3.  | "Sonho Real"                                                                                      | Rita de Cássia                                                                                              |                     | 3:06    |  |
| 4.  | "Pout-Pourri: "Vitamina e Cura" / "Império dos Sentidos" / "Eu Sou Seu Fã" / "Menininha Meu Amor" | Jomil, Da Silva / José Fernandes, Gouveia / Amado Batista, Reginaldo Sodré / Amado Batista, Reginaldo Sodré | Amado Batista       | 2:51    |  |
| 5.  | "Pout-Pourri: "Meu Primeiro Amor ("Lejania") / "Cabecinha No Ombro"                               | Herminio Gimenez, Versão de José Fortuna e Pinheirinho Junior / Paulo Borges                                | Cascatinha e Inhana | 3:05    |  |
| 6.  | "Pout-Pourri: "Dodói" / Meu Dengo" / "Não Se Avexe Não"                                           | Accioly Neto / Roberta Miranda / Francisco Anysio, Haydée Paula                                             | Roberta Miranda     | 3:30    |  |

Lado B.
| N.º | Título                                                                   | Compositor(es)                                               | Artista original | Duração |  |
| 1.  | "Pout-Pourri: "Quebra Topete" / "Velho Cuca" / "Coração Velho"           | Delmir, Rancho Fundo / Canarinho Reis / Ednir Maia           | Trio Parada Dura | 3:24    |  |
| 2.  | "Pout-Pourri: "O Casamento da Raposa" / "Xaxadinho das Alagoas"          | Gerson Filho / Severino Januário / Italucia                  |                  | 2:57    |  |
| 3.  | "Que Nem Vem Vem"                                                        | Maciel Melo                                                  | Elba Ramalho     | 2:47    |  |
| 4.  | "Mulher Não Se Aluga"                                                    | Zenilton, Juarez Santiago                                    |                  | 2:34    |  |
| 5.  | "Eu Preciso de Você"                                                     | Niceas Drumont, Cecílio Nena                                 |                  | 3:23    |  |
| 6.  | "Pout-Pourri: "No Terreiro da Fazenda" / "Casaca de Ouro" / "Milho Novo" | K. Boclinho, João Silva / Rui de Moraes e Silva / João Silva | Assisão          | 3:13    |  |

## Sucesso de vendas
Na época em que foi lançado [em 1992], Arrocha o nó vendeu 400 mil cópias, ficando atrás somente , da dupla sertaneja Zezé di Camargo & Luciano (1,3 milhão do disco "Coração Está em Pedaços) do grupo de pagode Raça Negra (1 milhão do disco homônimo) e de Maria Bethânia (800 mil cópias de As canções que você fez pra mim, e bem à frente de Chico Buarque (Paratodos, 268 mil) e da Legião Urbana (O descobrimento do Brasil, 240 mil) – de acordo com números fornecidos pelas gravadoras Som Zoom, EMI e BMG à revista Veja naquela ocasião.